# Führungskräfteentwicklung
Die Führungskräfteentwicklung fördert die Führungskompetenz und ist ein Teilbereich der Personalentwicklung. Zielgruppe sind aktive Führungskräfte und Nachwuchsführungskräfte.

## Themen
- Selbstmanagement als Voraussetzung für die Übernahme von Führungsverantwortung
- Persönliche Ressourcen (Stärken, Schwächen, Ziele, Selbststeuerung), Volition (Management)
- Entwicklung der Führungskompetenz als eine (von mehreren) Managementkompetenzen
- Übergreifende Entwicklung von Managementkompetenzen Managementkompetenz
- Selbst- und Fremdbild des Verhaltens im 360-Grad-Feedback
- Training des Führungsverhaltens im Führungsplanspiel
- Leistungs- und Potentialeinschätzung von Führungskräften im Management Audit
- Förderung unternehmerischer Kompetenzen im Unternehmensplanspiel
- Umsetzung von Veränderungsprozessen durch Transformationale Führung
- Selbstverständnis als Führungskraft (Führungsethik, Führungsstil, Führungsrolle)
- Führungskultur (was bedeutet Führen in diesem Unternehmen)
- Selbstorganisation, Zeitmanagement, Teamorganisation, Projektorganisation
- Kommunikation als Basiskompetenz von Führungskräften
- Verhalten in Gruppen (Gruppendynamik, Moderation)
- Initiieren und Begleiten von Veränderungsprozessen
- Persönliche Reife (Ich-Entwicklung)
- Führungsinstrumente (Mitarbeitergespräch, Konfliktlösung, Zielvereinbarung, Problemlösungstechniken, Motivation, Umsetzungskompetenz)
- Soft Skills (kommunikative Schlüsselqualifikationen)

## Methoden

### Langfristiger Lernprozess
Führungskräfteentwicklung wird in größeren Firmen als Lernprozess in einer meist geschlossenen Gruppe gestaltet. Der gemeinsame Prozess findet in mehreren mehrtägigen Bausteinen, verteilt über ein bis zwei Jahre statt. Die Prozesse sind teilweise selbstorganisiert unter Einbezug der Methoden der Gruppendynamik und der Organisationsentwicklung. Alle Methoden der Personalentwicklung werden auch in der Führungskräfteentwicklung verwendet.

### Projekt und Lerngruppe
Zwischen den Seminarbausteinen bearbeiten die Gruppen eigene Projekte und erfüllen persönliche Hausaufgaben, die sie mit Herausforderungen konfrontieren und in denen sie das Gelernte vertiefen und umsetzen. Als Lerngruppe unterstützen sie sich gegenseitig. Diese Lerngruppen vernetzen die Führungskräfte oft auch bereichsübergreifend mit entsprechenden Wirkungen für die Unternehmenskultur. Lerngruppen werden oft von einem „Paten“ begleitet, einem Mitglied aus oberen Führungskreisen, was zu einer gegenseitigen Inspiration führt.

### Coaching
Coaching und Supervision begleiten den persönlichen und gemeinsamen Lernprozess.